# Saint-Étienne-Estréchoux
Saint-Étienne-Estréchoux – miejscowość i gmina we Francji, w regionie Oksytania, w departamencie Hérault.
Według danych na rok 1990 gminę zamieszkiwało 291 osób, a gęstość zaludnienia wynosiła 81 osób/km² (wśród 1545 gmin Langwedocji-Roussillon Saint-Étienne-Estréchoux plasuje się na 631. miejscu pod względem liczby ludności, natomiast pod względem powierzchni na miejscu 1067.).